# سیارک ۶۸۳۰
سیارک ۶۸۳۰ (به انگلیسی: 6830 Johnbackus، نامگذاری:1991JB1) شش هزار و هشتصد و سیمین سیارک کشف شده‌است که در ۵ مه ۱۹۹۱ کشف شد.
قدر مطلق سیارک برابر ۴۴.۶ است.